# 27e division d'infanterie (Empire allemand)
Pour les articles homonymes, voir 27e division.
La 2e division d'infanterie royale wurtembergeoise est une unité de l'armée wurtembergeoise intégrée à l'armée impériale allemande à partir de 1871. Elle devient en 1914 la 27e division d'infanterie. Elle participe à la Première Guerre mondiale. Au déclenchement du conflit, la 27e division forme avec la 26e division (jusqu'en 1914, la 1re division d'infanterie royale wurtembergeoise) le 13e corps d'armée. Elle participe à la bataille de Longwy puis à la bataille de la Marne. Durant l'année 1915, la division combat dans l'Argonne, puis elle est transférée dans les Flandres. En juillet 1916, la division participe à des combats de diversion sur le mont Sorrel puis combat dans la Somme. En 1917, la division participe à la bataille d'Arras, puis dans les Flandres à la bataille de Passchendaele. Au printemps 1918, elle est employée dans l'offensive Michael, puis elle participe aux combats défensifs de l'été et de l'automne. À la fin de la guerre, la 27e division est rapatriée en Allemagne et dissoute au cours de l'année 1919.

## Première Guerre mondiale

### Composition

#### Temps de paix, début 1914
- 53e brigade d'infanterie (3e brigade d'infanterie du royaume du Wurtemberg) (Ulm)

123e régiment de grenadiers (de) (Ulm)
124e régiment d'infanterie (de) (Weingarten)
- 54e brigade d'infanterie (4e brigade d'infanterie du royaume du Wurtemberg) (Ulm)

120e régiment d'infanterie (de) (Ulm)
127e régiment d'infanterie (Ulm) et (Wiblingen)
180e régiment d'infanterie (de) (Tübingen) et (Schwäbisch Gmünd)
- 27e brigade de cavalerie (2e brigade de cavalerie du royaume du Wurtemberg) (Ulm)

19e régiment d'uhlans (Ulm) et (Wiblingen)
20e régiment d'uhlans (de) (Ludwigsbourg)
- 27e brigade d'artillerie de campagne (2e brigade d'artillerie de campagne du royaume du Wurtemberg) (Ulm)

13e régiment d'artillerie de campagne (de) (Ulm) et (Bad Cannstatt)
49e régiment d'artillerie de campagne (de) (Ulm)

#### Composition à la mobilisation - 1916
- 53e brigade d'infanterie

123e régiment de grenadiers
124e régiment de grenadiers
- 54e brigade d'infanterie

120e régiment d'infanterie
127e régiment d'infanterie
- 27e brigade d'artillerie de campagne

13e régiment d'artillerie de campagne
49e régiment d'artillerie de campagne
- 19e régiment d'uhlans
- 1re compagnie du 13e bataillon de pionniers

#### 1917
- 53e brigade d'infanterie

123e régiment de grenadiers
120e régiment d'infanterie
124e régiment de grenadiers
- 17e commandement d'artillerie divisionnaire

49e régiment d'artillerie de campagne
- 3 escadrons du 19e régiment d'uhlans
- 2e et 3e compagnies du 13e bataillon de pionniers

#### 1918
- 53e brigade d'infanterie

123e régiment de grenadiers
120e régiment d'infanterie
124e régiment de grenadiers
- 17e commandement d'artillerie divisionnaire

13e régiment d'artillerie de campagne
4e bataillon du 13e régiment d'artillerie à pied, (1re, 12e et 13e batteries)
- 3 escadrons du 19e régiment d'uhlans
- 2e et 3e compagnies du 13e bataillon de pionniers

### Historique
Au déclenchement du conflit, la 27e division d'infanterie forme avec la 26e division d'infanterie le 13e corps d'armée.

#### 1914 - 1915

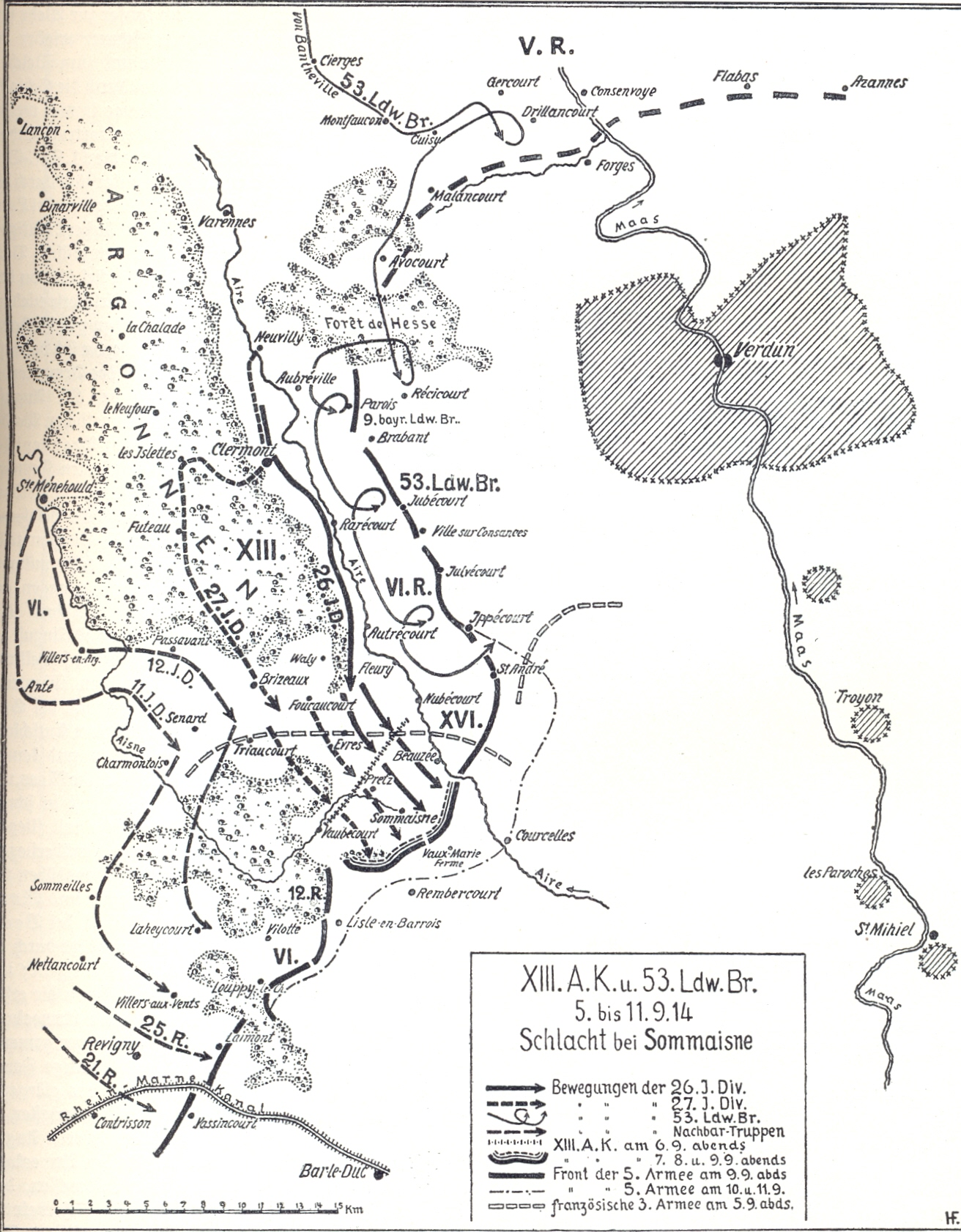
Parcours du 13e corps d'armée allemand en septembre 1914.

- 2 - 21 août : concentration et progression à travers le Luxembourg.
- 22 - 24 août : engagée dans la bataille des Ardennes (Bataille de Longwy), entre Longwy et Virton.

24 août : combat à Longuyon.
- 25 - 5 septembre : franchissement de l'Othain, puis progression vers la Meuse franchit le 30 août vers Dun-sur-Meuse. Poursuite des troupes françaises entre la Meuse et l'Argonne entre Varennes-en-Argonne et Montfaucon-d'Argonne.
- 5 - 10 septembre : engagée dans la bataille de la Marne, (bataille de Revigny), combat vers Rembercourt-Sommaisne.
- 11 - 16 septembre : repli général allemand.
- 17 - 23 septembre : retour offensif allemand, progression par Varennes-en-Argonne et atteint Boureuilles.

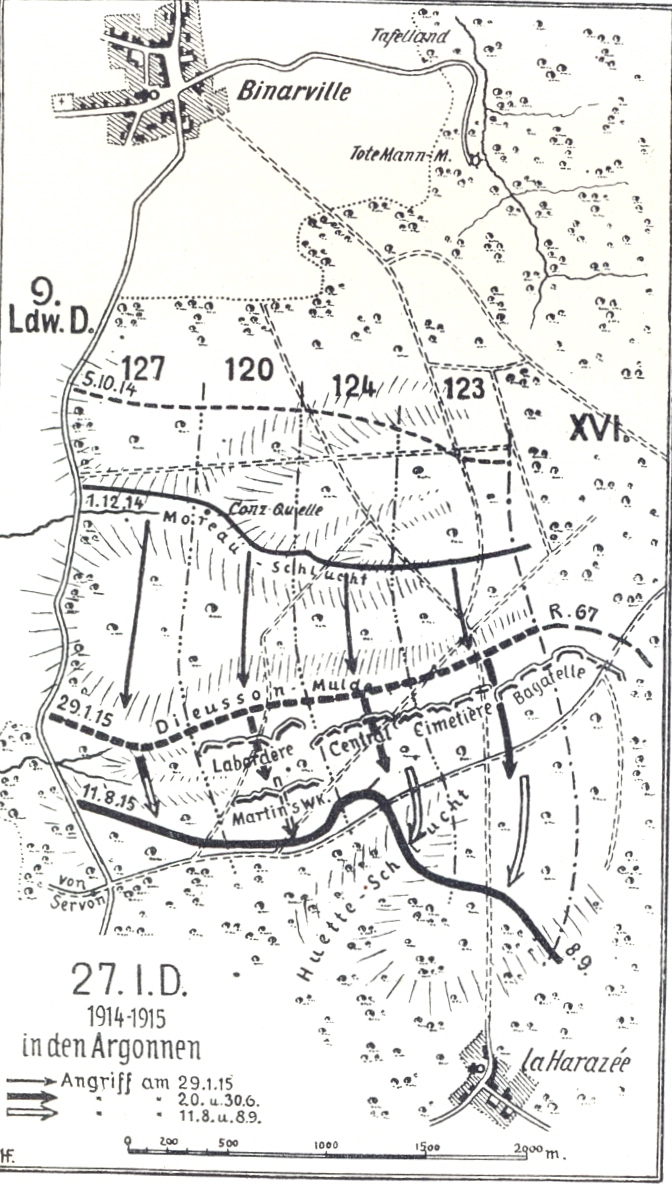
27e DI sur le front de l'Argonne en 1915

- 24 septembre 1914 - décembre 1915 : occupation de secteur dans la région de l'Argonne vers Binarville et le bois de la Gruerie, guerre des mines.

29 janvier 1915 : attaque locale allemande qui enlève les premières lignes françaises dans le secteur de Bagatelle malgré une série de contre-attaque.
août : nouvelle attaque allemande qui se rapproche de la Harazée.
septembre : la 53e brigade est temporairement retirée du front et placée en réserve derrière la ligne de front en Champagne au nord-ouest de Massiges lors de la bataille de Champagne.
- décembre : retrait du front, transport par V.F. de la région de Grandpré vers Courtrai.

#### 1916
- janvier - 27 juillet : occupation d'un secteur au sud-est du saillant d'Ypres, entre le Sanctuary wood et le canal Ypres-Comines.

24 février : capture des premières lignes britanniques, reperdues devant les contre-attaques alliés le 2 mars, au cours de ces combats le 123e régiment de grenadiers subit de lourdes pertes.
2 - 14 juin : engagée dans la bataille du mont Sorrel, prise des monts le 2 juin ; repli sur les positions de départ devant la contre-attaque canadienne. La division subit des pertes sérieuses lors de cette opération.
- 27 - 29 juillet : retrait du front, mouvement par V.F. sur le front de la Somme.
- 29 juillet - 24 août : engagée dans la bataille de la Somme, organisation et occupation d'un secteur devant Guillemont. La division repousse toutes les tentatives de prise du village mais déplore de fortes pertes.
- 25 août - 13 novembre : retrait du front, le 30 août déplacement dans les Flandres, occupation d'un secteur du front dans la région de Wijtschate.
- 14 novembre 1916 - 15 mars 1917 : retrait du front, engagée à nouveau dans la bataille de la Somme au nord de Sailly-Saillisel. À partir du 26 novembre, occupation et organisation d'un secteur sur le front de la Somme.

#### 1917

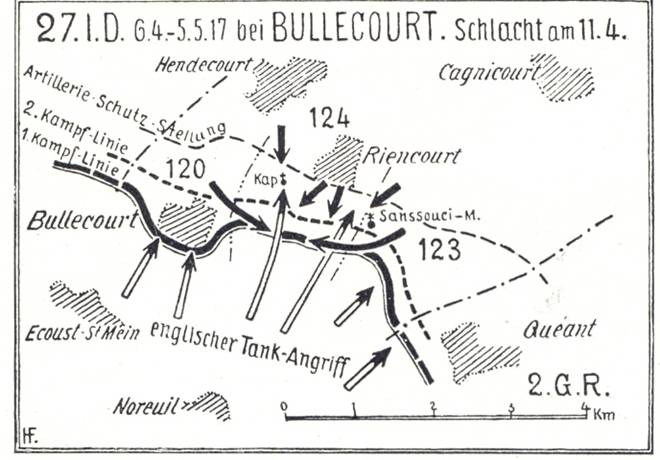
positions de la 27e DI durant la bataille d'Arras, avril 1917.

- 16 - 28 mars : participation à l'opération Alberich dans la région de Roisel.
- 29 mars - 11 mai : retrait du front, repos dans la région de Valenciennes. Mouvement vers Arras, engagée dans la bataille d'Arras dans le secteur de Bullecourt ; la division repousse, avec de lourdes pertes, les attaques britanniques et australiennes et capture 28 officiers et 1 150 hommes[2].
- 12 mai - 1er août : retrait du front, repos. Occupation d'un secteur du front à partir du mois de juin dans la région du Catelet entre Gonnelieu et Honnecourt-sur-Escaut.
- 2 - 25 août : retrait du front, transport par V.F. par Lille, Tourcoing, Menin, Ledegem pour atteindre Roulers.
- 26 août - 11 septembre : engagée dans la bataille de Passchendaele au sud-est de Saint-Julien, la division souffre de nombreux tirs d'artillerie britanniques.
- 12 septembre - 8 octobre : retrait du front ; repos dans la région de Gand.
- 9 octobre - 11 novembre : à nouveau engagée dans la bataille de Passchendaele au nord-est d'Ypres le long de la voie ferrée.
- 12 novembre 1917 - 2 février 1918 : retrait du front, du 16 au 18 septembre transport par V.F. en Alsace au nord de Colmar, au cours de cette période les conscrits de la classe 1919 commence à être intégrés à la division.

#### 1918
- 2 février - début mars : transport par V.F. dans la région de Cambrai. Le 6 février, relève de la 24e division de réserve à l'ouest de Graincourt-lès-Havrincourt. En mars la division est relevée par la 53e division de réserve[3].
- début mars - 20 mars : repos et instruction dans la région de Avesnes-le-Sec.
- 21 mars - 4 avril : engagée dans l'offensive Michael dans le secteur de Villers-Guislain, combats violents avec de fortes pertes.
- 5 - 24 avril : mouvement de rocade, relève la 54e division de réserve[3] dans le secteur d'Aveluy violents combats avec de lourdes pertes pour la division[n 2]. Relevée par la 3e division de marine (de)[3].
- 25 avril - 24 juillet : retrait du front, repos dans la région de Tournai.
- 25 juillet - 3 août : mouvement par étapes via Landas, Marchiennes, Neuville-sur-Escaut, Saint-Vaast-en-Cambrésis, Fins, Nurlu, Péronne. La division relève la 107e division d'infanterie[3] dans le secteur de Morlancourt.

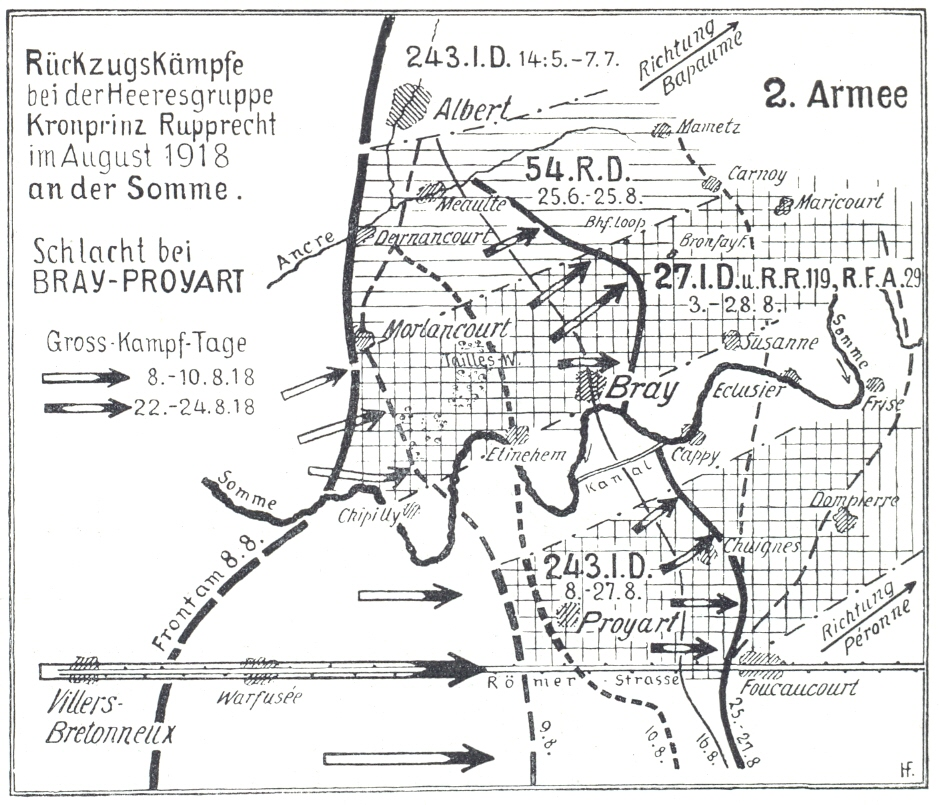
positions de la 27e DI durant la bataille d'Amiens, août 1918.

- 4 - 28 août : engagée à partir du 8 août dans la bataille d'Amiens, la division est repoussée vers Bray-sur-Somme et vers Suzanne[n 3].
- 28 août - 6 septembre : retrait du front, reconstitution par l'incorporation des hommes du 248e régiment de réserve[3] ; repos dans la région de Briastre.
- 6 - 26 septembre : transport par V.F. vers Spincourt, puis mouvement vers Loison mise en réserve de l'OHL.
- 26 septembre - 4 octobre : en ligne dans le secteur de Flabas au nord de Verdun.
- 4 - 11 octobre : retrait du front, repos.
- 11 - 29 octobre : en ligne dans le secteur au nord de Douaumont.
- 30 octobre - 11 novembre : mouvement de rocade, transport par camions vers Stenay en ligne vers Tailly. Après la fin de la guerre, la division est transférée en Allemagne où elle est dissoute au cours de l'année 1919.

## Chefs de corps
| Grade           | Nom                                    | Date                                |
| --------------- | -------------------------------------- | ----------------------------------- |
| Generalleutnant | Friedrich von Starkloff                | 4 mars 1872 - 17 mai 1876           |
| Generalleutnant | Otto Knappe von Knappstädt             | 18 mai 1876 - 8 décembre 1878       |
| Generalleutnant | Alexander von Salviati                 | 9 décembre 1878 - 22 février 1881   |
| Generalleutnant | Wilhelm von der Osten (de)             | 15 mars 1881 - 15 novembre 1882     |
| Generalleutnant | Hermann von Guretzky-Cornitz (de)      | 16 novembre 1882 - 14 novembre 1887 |
| Generalleutnant | Otto von Haldenwang                    | 15 novembre 1887 - 26 octobre 1890  |
| Generalleutnant | Berthold Nickisch von Rosenegk         | 27 octobre 1890 - 1er avril 1895    |
| Generalleutnant | Wilhelm von Pfaff (de)                 | 2 avril 1895 - 26 janvier 1897      |
| Generalleutnant | Alfred von Sick                        | 27 janvier 1897 - 3 juin 1899       |
| Generalleutnant | Fritz von Hiller (de)                  | 4 juin 1899 - 26 janvier 1902       |
| Generalmajor    | Karl von Stohrer                       | 27 janvier - 21 avril 1902          |
| Generalleutnant | Rudolf von Freudenberg (ru)            | 22 avril 1902 - 21 avril 1905       |
| Generalleutnant | Alexander von Linsingen                | 22 avril 1905 - 12 août 1907        |
| Generalleutnant | Richard von Beck (de)                  | 13 août 1907 - 30 août 1909         |
| Generalleutnant | Eberhard von Kurowski                  | 31 août 1909 - 24 avril 1912        |
| Generalleutnant | Franz von Pfeil und Klein-Ellguth (de) | 25 avril 1912 - 13 juin 1916        |
| Generalleutnant | Otto von Moser                         | 14 juin 1916 - 11 mars 1917         |
| Generalmajor    | Heinrich von Maur (de)                 | 12 mars 1917 - 9 décembre 1918      |